# Luciano Radi
Luciano Radi (Foligno, 19 settembre 1922 – Foligno, 1º giugno 2014) è stato un politico italiano, parlamentare della Democrazia Cristiana.

## Biografia
Deputato dal 1958 al 1992 per la circoscrizione Perugia-Terni-Rieti e senatore nell'XI Legislatura (1992-1994), è stato presidente della Commissione parlamentare di vigilanza per i servizi radiotelevisivi, Ministro per i rapporti con il Parlamento dal 1981 al 1982 con il Governo Spadolini I e il Governo Spadolini II, sottosegretario alla Presidenza del Consiglio dei ministri, direttore del quotidiano "Il Popolo".

## Opere
- Il pendolo composto e le sue leggi. Casa Editrice "L'Appennino", 1948 e Laboratorio Scienze Sperimentali di Foligno (ristampa anastatica), 2010

### Sociologia politica e storia contemporanea
- La crisi della pianificazione rigida e centralizzata. Cinque Lune, 1957.
- I mezzadri: le lotte contadine dell'italia centrale dall'Unità al 1960. Cinque Lune, 1962.
- Potere democratico e forze economiche. Cinque Lune, 1969.
- Partiti e classi in Italia. SEI, 1975.
- La talpa rossa. Rusconi, 1979.
- Tambroni trent'anni dopo. Il Mulino, 1990.
- 20 giugno 1859: l'insurrezione e il sacrificio di Perugia. Cittadella Editrice, 1998.
- Il futuro è tra noi. Cittadella Editrice, 1998.
- La macchina planetaria. Franco Angeli, 2000.
- Gli anni giovanili di Giorgio La Pira. Cittadella Editrice, 2001.
- La DC da De Gasperi a Fanfani. Rubbettino, 2005.
- Gerardo Bruni e la questione cattolica. Provincia di Perugia, 2005.
- Foligno 1946. Ricordo di Italo Fittaioli e Benedetto Pasquini in occasione del sessantesimo della prima elezione democratica del Consiglio Comunale. Pro Foligno, 2006.

### Narrativa
- Nati due volte. AVE, 1970.
- Buongiorno onorevole. SEI, 1973 (4 edizioni).
- Un grappolo di tonache. Rusconi, 1981.
- Non sono solo. Rusconi, 1984 (3 edizioni). Premio Letterario Basilicata[1]
- Diario di un cane. Bompiani, 1993.
- Chiara di Assisi. Cittadella Editrice, 1994.
- Angela da Foligno e l'Umbria mistica del secolo XIII. Emp, 1996.
- Buonanotte onorevole. SEI, 1996.
- Santa Veronica Giuliani. Cittadella Editrice, 1997.
- Sotto la brace. ARES, 1999.
- San Francesco e gli animali. Editrice Minerva, 2001 (tradotto in più lingue).
- Umbria Santa. Editrice Minerva, 2001.
- Memorie di una lumaca. Rubbettino, 2002.
- San Nicola da Tolentino. Edizioni San Paolo, 2004.
- Margherita da Cortona. Cittadella Editrice, 2004.
- Luci del tramonto. Rubbettino, 2005.
- Francesco e il Sultano. Cittadella Editrice, 2006.
- I giorni del silenzio. Minerva editrice, 2010.